# Felipe Carballo (político)
Felipe Carballo Da Costa (Salto, 24 de agosto de 1972) es un político y legislador uruguayo desde el 2010. Integra el grupo político Compromiso Frente Amplista - Lista 711 del Frente Amplio, del cual es cofundador.

## Biografía
Hijo menor de cuatro hermanos, concurrió a la Escuela Nº 1 y al Liceo Nº 4 de Salto Nuevo.
Su primera experiencia sindical fue en el establecimiento El Espinillar en 1990, donde fue delegado de fábrica. Participó de la fundación del sindicato SUDORA, que nucleaba a los trabajadores contratados zafrales tanto de chacra como de fábrica.
En 1994 comienza a trabajar en la citricultura. Refunda el SUDORA en 1995, en el ámbito de la citricultura en el departamento de Salto y asume como presidente del sindicato.
En 1996 logran el primer convenio colectivo de ese sector, que abarcaban importantes puntos reinvindicativos como el reconocimiento del sindicato, la mesa tripartita de negociación colectiva, la licencia sindical, horario de trabajo, el traslado, el ajuste del 100% del IPC, entre otras.
Militó desde muy joven en el Frente Amplio. Integró la dirección de la juventud del Movimiento 26 de Marzo.
Asumió como edil de la Junta Departamental de Salto en el año 2000, por la Lista 303.
En 2004 asumió la diputación por el departamento de Salto como suplente.
El 16 de julio de 2005, participó de la fundación de la agrupación Compromiso Frenteamplista, en una asamblea realizada en la ciudad de Salto con participación de militantes de diferentes puntos del país.
Desde 2008 al 2009 presidió la Junta Departamental de Salto.
En 2010 asumió como representante Nacional en la Cámara de Diputados e integró la Comisión de Industria, Energía y Minería y la de Legislación y Trabajo. 
En ese primer período como diputado impulsó el primer foro sobre Eficiencia Energética, y el primer foro sobre la Cadena Cárnica, entre otras  iniciativas, entre ellas la aprobación de la ley 19122, "Ley de Acciones Afirmativas para los afrodescendientes". 
En las elecciones nacionales del 2014 fue reelecto como diputado por la Lista 711 por el período 2015 al 2020.*
En 2015 presidió la Comisión de Transporte Comunicaciones y Obras Públicas, la cual integró junto a la Comisión Especial de Deportes. 
Además integró las comisiones de Vivienda y Medio Ambiente, Defensa Nacional y la de Trabajo. 
En 2016 ejerció como primer vicepresidente de la Cámara de Representantes.
Dentro de los proyectos que presentó en ese período legislativos se encuentra el proyecto de Ley de Residuos Electrónicos, proyecto de Ley del Seguro de Desempleo para los trabajadores Rurales, proyecto Ley Cisternas de Doble Descarga y Proyecto Ley UBER.
Defendió la posición de Raúl Sendic, quien fue procesado por corrupción, a pesar de ser condenado por la justicia de Uruguay, 
En octubre de 2019 es electo senador para el periodo 20202 al 2025.